# Gare de Brétigny
Gare de Brétigny – stacja kolejowa w Brétigny-sur-Orge, w departamencie Essonne, w regionie Île-de-France, we Francji.
Jest stacją kolejową Société nationale des chemins de fer français (SNCF), obsługiwaną przez pociągi Réseau express régional d'Île-de-France linii C.
Rocznie z usług stacji korzysta 5 737 133 pasażerów (2016).

## Położenie
Znajduje się na km 31,336 linii Paryż – Bordeaux, pomiędzy stacjami Saint-Michel-sur-Orge i Marolles-en-Hurepoix, na wysokości 77 m n.p.m.

## Linie kolejowe
- Linia Paryż – Bordeaux
- Linia Brétigny – Membrolle-sur-Choisille